# جامعة خاركيف التربوية الوطنية
جامعة خاركيف التربوية الوطنية مؤسسة تعليم عالي أوكرانية، (بالأوكرانية: Ха́рківський націона́льний педагогі́чний університе́т імені Григорія Сковороди) هي جامعة تقع في خاركيف أوبلاست، أوكرانيا. أُسِّسَت هذه الجامعة في سنة 1804.